# Runaway Bride
Runaway Bride (titulada: Novia fugitiva en Hispanoamérica y Novia a la fuga en España) es una comedia romántica estadounidense de 1999 dirigida por Garry Marshall y protagonizada por Richard Gere y Julia Roberts. El actor Héctor Elizondo también hace su aparición como actor secundario. Los cuatro coinciden nuevamente después del gran éxito en taquilla de Pretty Woman.

## Sinopsis
Ike Graham es un columnista de un periódico de Nueva York que tiene un problema: tiene una hora para entregar un artículo, tiene por jefa a su exmujer, y su agenda está muy apretada. Ike tiene noticia del caso de una joven de la zona rural del Estado de Maryland. Maggie, que así se llama la chica, es conocida entre los lugareños por dejar plantados a varios de sus novios. Acude a investigar el curioso caso de la joven que las cuatro veces que ha intentado casarse ha terminado escapando del altar. Le encantan los compromisos matrimoniales, pero le horroriza el matrimonio. Nadie prevé la clase de problemas que surgirán cuando los dos se conozcan.

## Reparto
- Julia Roberts como Margaret "Maggie" Carpenter
- Richard Gere como Homer Eisenhower "Ike" Graham
- Joan Cusack como Peggy Flemming
- Héctor Elizondo como Fisher
- Rita Wilson como Ellie Graham
- Paul Dooley como Walter Carpenter
- Christopher Meloni como Bob Kelly
- Lisa Roberts Gillan como Elaine
- Donal Logue como Padre Brian Norris
- Yul Vazquez como Dead Head Gill Chavez
- Reg Rogers como George "Bug Guy" Swilling
- Kathleen Marshall como Cindy
- Jean Schertler como Abuela Julia Carpenter
- Sela Ward como Mujer en el bar
- Garry Marshall como Jugador de softball
- Laurie Metcalf como Betty Trout
- Larry Miller como Kevin
- Emily Eby como Reportero
- Linda Larkin como Novia de Gill

## Lanzamientos mundiales
| País                                                                          | Fecha de estreno                   |
| ----------------------------------------------------------------------------- | ---------------------------------- |
| Alemania                                                                      | Jueves 30 de septiembre de 1999    |
| Argentina                                                                     | Jueves 9 de septiembre de 1999     |
| Australia                                                                     | Jueves 26 de agosto de 1999        |
| Austria                                                                       | Viernes 1 de octubre de 1999       |
| Bélgica                                                                       | Miércoles 8 de diciembre de 1999   |
| Belice · Costa Rica · El Salvador · Guatemala · Honduras · Nicaragua · Panamá | Viernes 10 de septiembre de 1999   |
| Bolivia                                                                       | Jueves 30 de septiembre de 1999    |
| Brasil                                                                        | Viernes 10 de septiembre de 1999   |
| Bulgaria                                                                      | Viernes 3 de diciembre de 1999     |
| Chile                                                                         | Jueves 9 de septiembre de 1999     |
| Colombia                                                                      | Viernes 10 de septiembre de 1999   |
| Corea del Sur                                                                 | Sábado 14 de agosto de 1999        |
| Croacia                                                                       | Jueves 20 de enero de 2000         |
| Dinamarca                                                                     | Viernes 10 de septiembre de 1999   |
| Ecuador                                                                       | Viernes 24 de septiembre de 1999   |
| Egipto                                                                        | Miércoles 20 de octubre de 1999    |
| Emiratos Árabes Unidos                                                        | Miércoles 15 de septiembre de 1999 |
| Eslovenia                                                                     | Jueves 17 de febrero de 2000       |
| España                                                                        | Viernes 8 de octubre de 1999       |
| Estados Unidos · Canadá                                                       | Viernes 30 de julio de 1999        |
| Estonia                                                                       | Viernes 19 de noviembre de 1999    |
| Filipinas                                                                     | Miércoles 8 de septiembre de 1999  |
| Finlandia                                                                     | Viernes 8 de octubre de 1999       |
| Francia                                                                       | Miércoles 8 de diciembre de 1999   |

| País                         | Fecha de estreno                   |
| ---------------------------- | ---------------------------------- |
| Grecia                       | Viernes 17 de diciembre de 1999    |
| Hong Kong                    | Jueves 5 de agosto de 1999         |
| Hungría                      | Jueves 11 de noviembre de 1999     |
| India                        | Viernes 14 de enero de 2000        |
| Indonesia                    | Miércoles 15 de septiembre de 1999 |
| Islandia                     | Viernes 29 de octubre de 1999      |
| Israel                       | Jueves 4 de noviembre de 1999      |
| Italia                       | Viernes 17 de diciembre de 1999    |
| Japón                        | Sábado 23 de octubre de 1999       |
| Letonia                      | Viernes 19 de noviembre de 1999    |
| Líbano                       | Viernes 5 de noviembre de 1999     |
| Lituania                     | Viernes 26 de noviembre de 1999    |
| Malasia                      | Jueves 7 de octubre de 1999        |
| México                       | Viernes 22 de octubre de 1999      |
| Noruega                      | Viernes 15 de octubre de 1999      |
| Nueva Zelanda                | Jueves 19 de agosto de 1999        |
| Países Bajos                 | Jueves 9 de septiembre de 1999     |
| Perú                         | Jueves 23 de septiembre de 1999    |
| Polonia                      | Viernes 12 de noviembre de 1999    |
| Portugal                     | Viernes 15 de octubre de 1999      |
| Reino Unido Irlanda          | Viernes 8 de octubre de 1999       |
| República Checa · Eslovaquia | Jueves 21 de octubre de 1999       |
| República Dominicana         | Jueves 21 de octubre de 1999       |
| Rumania                      | Viernes 3 de marzo de 2000         |
| Rusia                        | Jueves 27 de enero de 2000         |
| Singapur                     | Jueves 26 de agosto de 1999        |
| Sudáfrica                    | Viernes 17 de diciembre de 1999    |
| Suecia                       | Viernes 3 de septiembre de 1999    |
| Suiza                        | Jueves 23 de septiembre de 1999    |
| Tailandia                    | Viernes 22 de octubre de 1999      |
| Taiwán                       | Sábado 14 de agosto de 1999        |
| Turquía                      | Viernes 10 de septiembre de 1999   |
| Uruguay                      | Viernes 1 de octubre de 1999       |
| Venezuela                    | Miércoles 8 de septiembre de 1999  |

- Datos: Q1160813